# Sylwan (Kilin)
Sylwan, imię świeckie Simon Kilin (ur. 15 maja 1939 w Podojnikowie, zm. 5 listopada 2021) – duchowny Rosyjskiej Prawosławnej Cerkwi Staroobrzędowej, od 1992 biskup Nowosybirska i całej Syberii.
Święcenia prezbiteratu przyjął 25 grudnia 1966. Chirotonię biskupią otrzymał 18 października 1992.